# Joris Note
Joris Note (Joris Ludovicus Maria Note pour l'état civil) est un écrivain belge d'expression néerlandaise né à Borgerhout le 4 novembre 1949.
Il est l'auteur de romans et de nouvelles et écrit de nombreux essais et critiques littéraires dans divers journaux et revues.